# Albizia petersiana
Albizia petersiana là một loài thực vật có hoa trong họ Đậu. Loài này được (Bolle) Oliv. miêu tả khoa học đầu tiên.